# Sergey Yuran
Sergey Nikolayevich Yuran ou Serhiy Mykolayovych Yuran - respectivamente, em russo, Сергей Николаевич Юран e, em ucraniano, Сергій Миколайович Юран (Voroshlovgrado, atual Luhans'k, 11 de junho de 1969) - é um ex-futebolista e treinador ucraniano que jogou pela seleção russa; sua cidade natal, anos depois, integraria área ucraniana separatista e pró-Rússia.

## Início
Surgiu em 1989, no Dínamo Kiev, a tempo de conquistar o último campeonato soviético do clube, em 1990, quando foi eleito o jogador ucraniano do ano. No ano seguinte, foi jogar no futebol português, primeiramente pelo Benfica, onde foi artilheiro da Liga dos Campeões da UEFA na edição 1991/92. Curiosamente, durante o torneio, a União Soviética se desmantelou, dando origem a 15 novos países independentes.

## Exterior
Após conquistar um campeonato português pelo Benfica, o de 1993/94, trocou-o pelo arquirrival Porto e deu-se bem, faturando o campeonato seguinte pela nova equipa, em 1994/95. Ainda em 1995, foi jogar no Spartak Moscou, antigo rival do Dínamo Kiev no extinto campeonato soviético. Passaria as temporadas seguintes rodando por pequenos clubes europeus até voltar ao Spartak em 1999, faturando o campeonato russo daquele ano. Foi jogar na Áustria, pelo Sturm Graz, onde teve de encerrar a carreira em 2001, com apenas 31 anos de idade, devido a uma lesão.

## Seleção(ões)
Yuran, que já tinha em 13 jogos pela Seleção Soviética marcado 4 golos, foi um dos convocados para jogar a Eurocopa de 1992 pela Seleção da CEI, criada apenas para a disputa do torneio. Enquanto a CEI se preparava para a Euro, a recém-criada seleção ucraniana realizava suas primeiras três partidas, ainda desfalcadas com jogadores ocupados com a equipe da CEI. A falta de recursos da nascente Associação Ucraniana de Futebol limitava os convocados a quem atuasse no próprio campeonato ucraniano, outro entrave para que Yuran fosse chamado pela Ucrânia.
Outro obstáculo foi a impossibilidade imposta pela FIFA à Ucrânia e outras nações recém-independentes em poderiam participar das eliminatórias à Copa do Mundo FIFA de 1994, ao contrário da seleção russa. Todos esses fatores, acumulados ou isoladamente, motivaram muitos jogadores nascidos fora da Federação Russa a optaram por defenderem-na, enquanto outros tomaram a mesma decisão também por se sentirem identificados etnicamente como russos - era o caso de Yuran, nascido em cidade que eventualmente veio a ser invadida e ocupada pela Rússia em 2014.
Yuran marcaria 5 gols em 25 aparições pela Rússia e a representou na Copa de 1994, embora fracas exibições o fizessem perder a vaga para Oleg Salenko.

## Carreira como treinador
Passou a treinar equipes em 2004, sendo atualmente o técnico do Khimki, dos arredores de Moscou. Hoje é auxiliar-técnico do Lokomotiv Astana do Cazaquistão.